# Arakida Reijo
En aquest nom japonès, el cognom és Arakida.
Arakida Reijo (japonès: 荒木田 麗女), de pseudònim Arakida Takako (1732 - 1806) fou una escriptora japonesa. Amb set anys memoritzà les obres de Confuci i Menci que el seu germà li llegia. El pare, un monjo del santuari d'Ise, no estava a favor de la cultura a les dones. El seu oncle era amant de la literatura i va adoptar-la amb 12 anys. Així es va dedicar completament a l'estudi de la literatura xinesa. A 17 anys va anar a Osaka i va estudiar poesia japonesa. Més tard va completar els estudis a Kyoto. Els 24 o 25 anys es va casar amb Yoshishige Iemasa, també afeccionat a les lletres.
Va escriure obres històriques i narratives. Entre elles hi ha Tsuki no yukue (A on va la lluna) i Ike no mokuzu (Herbes flotants a l'estany) de 1771. Aquesta última obra és la història novel·lada que segueix el sistema anomenat “Shi-Kagami” (Els quatre miralls), però els seus detalls que descriuen la vida cortesana no es corresponen a l'època que vol narrar sinó a períodes anteriors. De totes maneres és admirable el treball d'investigació que va realitza en tan poc temps i els seus coneixements lingüístics, de la literatura japonesa i de literatura xinesa. Consta de catorze volums i es va fer en quaranta dies. Una dona modesta com el seu títol reflexiu ens vol dir i relacionat amb la poesia del final de l'obra (¿Com semblarà el cor dels estanys tan poc profund sobre les seves ones, ajustades unes contra les altres?).
Per la seva mort va escriure aquest haiku:
| « | Kiyuru ni ya Koto-no-ja no tsuyu nobe no yuki | ¡O cos que desapareix, ruixim sobre fulles de paraules, neu en els marges dels camps! | » |